# Ruwa (mytologie)
Ruwa „Slunce“ je nejvyšší božstvo tanzanského kmene Čaggů. Jeho jméno může souviset s jménem egyptského boha Re. Sídlí ve Slunci, ale nese i rysy nebeského božstva – především pasivitu, nemá žádný kult a oběti a modlitby jsou směrovány jen v krajních případech. Většina čaggského kultu se namísto soustředí na uctívání předků Je považován za ochránce Čaggů a v mýtech vystupuje jako citlivé, milosrdné a mírné božstvo. Oběti obvykle obsahují žaludek a střeva obětních zvířat.